# Luiz Paulo Hilário
Luiz Paulo Hilário, meglio noto come Dodô (Rio de Janeiro, 16 ottobre 1987), è un calciatore brasiliano, attaccante del Liepāja.

## Caratteristiche tecniche
Ala sinistra, all'occorrenza può giocare da seconda punta o da prima punta.

## Carriera
Il 27 agosto 2015, con la doppietta siglata contro il Panathīnaïkos (2-2) nella sfida di ritorno valida per l'UEFA Europa League 2015-2016 - la partita d'andata si era concluso sullo 0-0 -, di fatto elimina i greci dal torneo.

## Palmarès

### Club
- Coppa di Lettonia: 1

Liepāja: 2020

### Individuale
- Capocannoniere della Virslīga: 1

2020 (18 gol)